# Bertha von Brukenthal

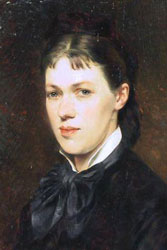
Bertha von Brukenthal (1879), Porträt von Rosa Schweninger

Bertha von Brukenthal (* 14. März 1846 in Wien als Bertha Freiin von Rosenfeld; † 18. Juli 1908 in Gainfarn) war eine österreichische Komponistin.

## Leben
Bertha von Brukenthal war die jüngste Tochter des aus Siebenbürgen stammenden Staatsbeamten Karl Ludwig Freiherr Czekelius von Rosenfeld und seiner Frau Caroline, geb. Gräfin von Gatterburg. Sie erhielt als Kind Klavier- und Violinunterricht und studierte später bei dem Pianisten Julius Epstein. Außerdem nahm sie Gesangsunterricht bei der Konzertsängerin Betty Bury. 1865 heiratete sie Hermann Freiherr von Brukenthal, der bereits sieben Jahre später an einer Lungenkrankheit starb. Sie nahm dann ein Studium bei Otto Müller auf, der Professor für Harmonielehre und Komposition an der Kirchenmusikschule des Allgemeinen Wiener Kirchenmusikvereins war.
Als erste ihrer Kompositionen erschien 1866 ihr Marche funèbre für Klavier beim Wiener Verlag. Bis 1877 wurden weitere Werke u. a. bei Bösendorfer in Wien, J. Gross in Innsbruck, Julius Schuberth & Co. und Breitkopf & Härtel in Leipzig veröffentlicht. Erst nach 1890 wurden dann weitere Lieder von ihr veröffentlicht. Zahlreiche ihrer Werke gelten als verschollen, erhalten sind neben einer Anzahl von Liedern u. a. eine Missa solemnis, ein Ave Maria, ein Offertorium, eine Romanze für Cello und Klavier, eine Serenade für Violine und Klavier, eine Sammlung von sechs Stücken für Männerchor und einige Klavierstücke.